# Tündérhínárfélék
A tündérhínárfélék vagy kabombafélék (Cabombaceae) a növények egy családja, melyhez két nemzetség tartozik, a Brasenia és a Cabomba. Vízinövények.
Az 1998-as APG-rendszer a tündérrózsafélék (Nymphaeaceae) családjának részeként írta le, a 2003-as APG II-rendszer opcionálisan leválasztotta külön családként. Csak néhány rendszerben, köztük a 2009-ben megjelent APG III-ban kezelik külön családként. A zárvatermőkön belül az egyik leginkább alapi helyzetű tündérrózsa-virágúak rendjéhez tartozik.

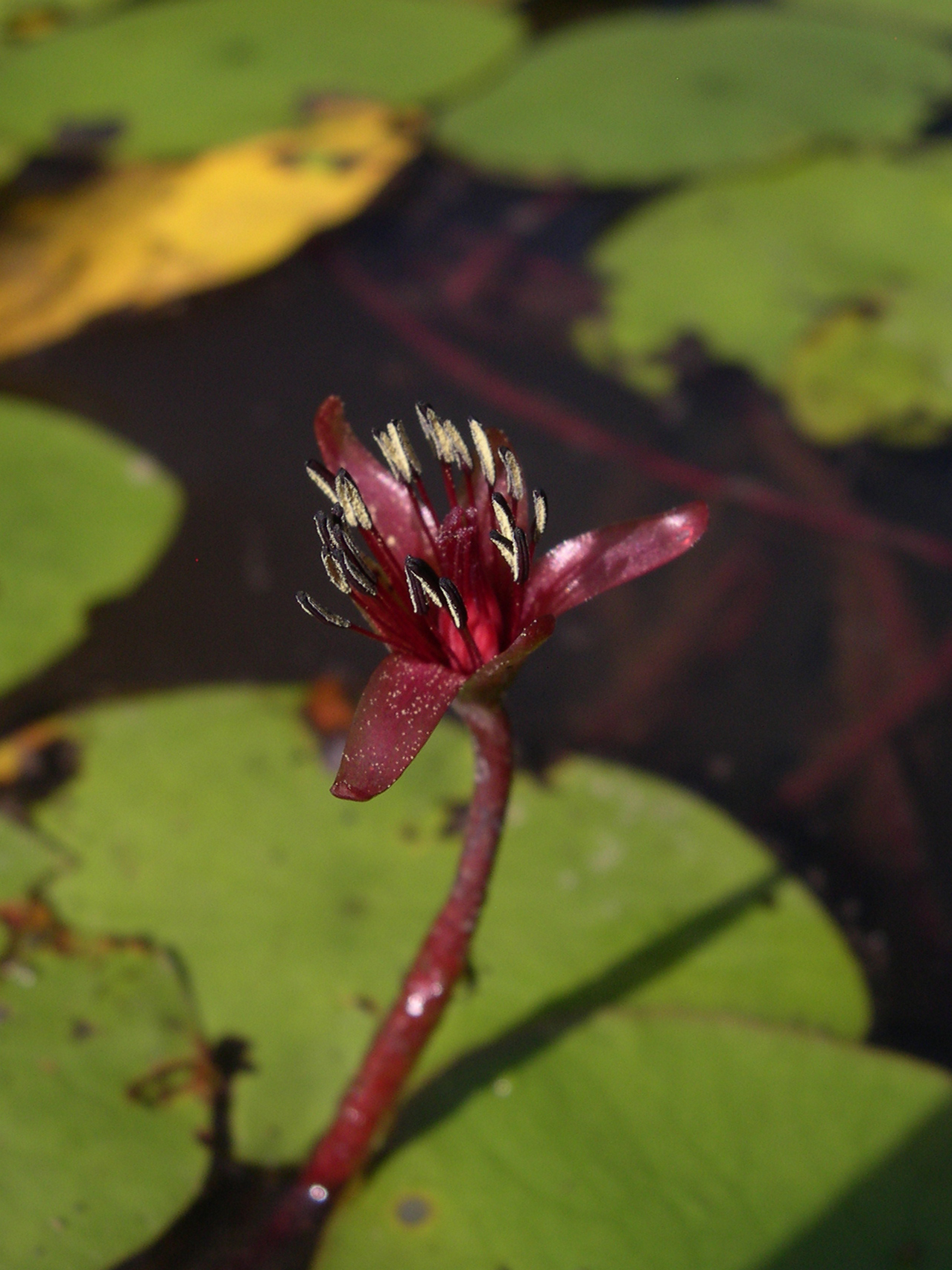
Brasenia schreberii virága

## Jellemzők
A virág hímnős, sugaras szimmetriájú vagy spirális. A csésze- és sziromlevelek száma 3, a porzók két körben helyezkednek el, számuk összesen 6. A magház felső állású.

## Nemzetségek
- Brasenia – A nemzetségbe egyetlen faj a B. schreberii (syn. B. peltata). Leveleit Japánban fogyasztják.
- tündérhínár (Cabomba) – Amerikai eredetű, akváriumi növényként mindenhol elterjedt, sallangos, örvös levélzetű növények. A hazai élővizekben újabban intenzíven terjed a C. caroliniana.